# Just a Dream
„Just a Dream” – pierwszy singel amerykańskiego rapera Nelly’ego promujący jego szósty album 5.0. Utwór ukazał się 16 sierpnia 2010 roku. Piosenka została napisana przez Nelly’ego, Rico Love, i Franka Romano, a jej producentem jest Jim Jonsin. Singel został wydany wraz z promocyjnym singlem „Tippin” In da Club”. 6 października 2010 roku singiel uzyskał status platynowej płyty w Stanach Zjednoczonych. W Polsce piosenka ta osiągnęła pierwsze miejsce w notowaniu Polish Airplay Chart, natomiast w Australii, Nowej Zelandii, Stanach Zjednoczonych, Kanadzie, Wielkiej Brytanii, Finlandii i Irlandii zajęła miejsca w pierwszej dziesiątce.

## Lista utworów
- Digital download[1]

1. „Just a Dream” – 3:57

## Oficjalny teledysk
Teledysk do piosenki „Just a Dream” zaczęto kręcić 26 sierpnia 2010 roku w nadmorskiej dzielnicy Los Angeles – Playa del Rey. Teledysku został wyreżyserowany przez Sanji. Nelly został zainspirowany filmem Incepcja, dlatego w teledysku jest widoczny samochód w chmurach. Aktorka Katerina Graham zagrała w teledysku dziewczynę Nelly’ego. Premiera teledysku odbyła się 24 września 2010 roku.

## Covery i parodie
W sieci znalazły się covery piosenki, jednak największą popularnością cieszy się wspólny cover Sama Tsui, Christiny Grimmie i Kurta Hugo Schneidera. Cover został łącznie odtworzony prawie 125 milionów razy. „Only 17” to parodia piosenki nagrana przez Rucka Rucka Ali.

## Notowania i certyfikaty

### Tygodniowe notowania
| Lista (2010/2011)                   | Najwyższa pozycja |
| ----------------------------------- | ----------------- |
| Australia (ARIA)                    | 3                 |
| Austria (Ö3 Austria Top 40)         | 23                |
| Belgia (Ultratop 40 Flandria)       | 35                |
| Kanada (Canadian Hot 100)           | 5                 |
| Finlandia (Suomen virallinen lista) | 8                 |
| Irlandia (IRMA)                     | 8                 |
| Holandia (Dutch Top 40)             | 10                |
| Nowa Zelandia (RIANZ)               | 5                 |
| Polska (ZPAV)                       | 1                 |
| (UK Singles Chart)                  | 11                |
| U.S. Billboard Hot 100              | 3                 |
| U.S. Billboard Pop Songs            | 1                 |

| Kraj              | Certyfikat |
| ----------------- | ---------- |
| Australia         | 3×platyna  |
| Szwajcaria        | Złoto      |
| Stany Zjednoczone | 3×platyna  |